# KkStB 55
| ÖNWB XIa / kkStB 55 / ČSD 324.0 / FS 262 | ÖNWB XIa / kkStB 55 / ČSD 324.0 / FS 262 | ÖNWB XIa / kkStB 55 / ČSD 324.0 / FS 262 |
| ---------------------------------------- | ---------------------------------------- | ---------------------------------------- |
| ÖNWB XIa No. 243 spätere kkStB 55.03     |                                          |                                          |
| Technische Daten                         |                                          |                                          |
|                                          | 1889                                     | 1908 (mit Kessel IXb)                    |
| Bauart                                   | Cn2                                      | Cn2                                      |
| Zylinder-Ø                               | 470 mm                                   | 470 mm                                   |
| Kolbenhub                                | 632 mm                                   | 632 mm                                   |
| Treibrad-Ø                               | 1384 mm                                  | 1384 mm                                  |
| Laufrad-Ø vorne                          | –                                        | –                                        |
| Laufrad-Ø hinten                         | –                                        | –                                        |
| fester Radstand                          | 3300 mm                                  | 3300 mm                                  |
| Gesamtradstand                           | 3300 mm                                  | 3300 mm                                  |
| Gesamtradstand + Tender                  | 10630                                    | 10630                                    |
| Heizfl. d. Rohre                         | 126,0 m²                                 | 139,6 m²                                 |
| Heizfl. d. Feuerbüchse                   | 9,0 m²                                   | 8,6 m²                                   |
| Rostfl.                                  | 1,91 m²                                  | 1,91 m²                                  |
| Dampfdruck                               | 10,0                                     | 12,0                                     |
| Tender                                   | 27                                       | 27                                       |
| Gewicht (leer)                           | 36,80 t                                  | 36,80 t                                  |
| Adhäsionsgewicht                         | 41,40 t                                  | 41,40 t                                  |
| Dienstgewicht                            | 41,40 t                                  | 41,40 t                                  |
| Dienstgewicht + Tender                   | 72,40 t                                  | 72,40 t                                  |
| Wasser                                   | 10,8 m³                                  | 10,8 m³                                  |
| Kohle                                    | 8,5 m³                                   | 8,5 m³                                   |
| Länge                                    | 8,905 m                                  | 8,905 m                                  |
| Länge + Tender                           | 15,127 m                                 | 15,127 m                                 |
| Höhe                                     | 4,570 m                                  | 4,570 m                                  |
| Vmax                                     | 55 km/h                                  | 55 km/h                                  |

| ÖNWB XIb / kkStB 55 / ČSD 324.0 / FS 262 | ÖNWB XIb / kkStB 55 / ČSD 324.0 / FS 262 | ÖNWB XIb / kkStB 55 / ČSD 324.0 / FS 262 |
| ---------------------------------------- | ---------------------------------------- | ---------------------------------------- |
| kein Bild vorhanden                      |                                          |                                          |
| Technische Daten                         |                                          |                                          |
|                                          | 1889                                     | 1908 (mit Kessel IXa)                    |
| Bauart                                   | Cn2                                      | Cn2                                      |
| Zylinder-Ø                               | 470 mm                                   | 470 mm                                   |
| Kolbenhub                                | 632 mm                                   | 632 mm                                   |
| Treibrad-Ø                               | 1384 mm                                  | 1384 mm                                  |
| Laufrad-Ø vorne                          | –                                        | –                                        |
| Laufrad-Ø hinten                         | –                                        | –                                        |
| fester Radstand                          | 3300 mm                                  | 3300 mm                                  |
| Gesamtradstand                           | 3300 mm                                  | 3300 mm                                  |
| Gesamtradstand + Tender                  | 10630                                    | 10630                                    |
| Heizfl. d. Rohre                         | 139,6 m²                                 | 126,0 m²                                 |
| Heizfl. d. Feuerbüchse                   | 8,4 m²                                   | 9,0 m²                                   |
| Rostfl.                                  | 1,91 m²                                  | 1,91 m²                                  |
| Dampfdruck                               | 12,0                                     | 10,0                                     |
| Tender                                   | 27                                       | 27                                       |
| Gewicht (leer)                           | 36,70 t                                  | 36,70 t                                  |
| Adhäsionsgewicht                         | 41,70 t                                  | 41,70 t                                  |
| Dienstgewicht                            | 41,70 t                                  | 41,70 t                                  |
| Dienstgewicht + Tender                   | 72,70 t                                  | 72,70 t                                  |
| Wasser                                   | 10,8 m³                                  | 10,8 m³                                  |
| Kohle                                    | 7,3 m³                                   | 7,3 m³                                   |
| Länge                                    | 8,884 m                                  | 8,884 m                                  |
| Länge + Tender                           | 15,137 m                                 | 15,137 m                                 |
| Höhe                                     | 4,570 m                                  | 4,570 m                                  |
| Vmax                                     | 55 km/h                                  | 55 km/h                                  |

Die Dampflokomotivreihe kkStB 55 waren Güterzug-Lokomotiven der kkStB, die ursprünglich von der ÖNWB stammten.
Die erste Lieferung dieser Lokomotiven der Bauart C erfolgte von der Lokomotivfabrik Floridsdorf 1889.
Es waren zehn Stück, die bei der ÖNWB die Nummern 241–250 und die Reihenbezeichnung XIa bekamen.
1893 wurden von Floridsdorf sechs Stück nachgebaut, die als Reihe XIb die Nummern 251–256 erhielten.
Weitere vier Stück wurden ebenfalls von Floridsdorf 1899 geliefert.
Sie bekamen die Nummern 257–260 und wurden der Reihe XIb zugeteilt (manche Quellen sprechen bei diesen vier Maschinen auch von der Reihe XIc).
Die Dimensionen dieser Maschinen waren ähnlich der der Reihe kkStB 56.
Charakteristisch war die im oberen Teil abgeschrägte Rauchkammerstirnwand.
Die Lokomotiven hatten innere Steuerung, die Umlaufbleche wurden über den Rädern hochgezogen.
Bedingt durch die großen Räder konnten die Maschinen auch Personenzüge bespannen.
Die Maschinen dieser Reihen waren vorwiegend in Iglau und Nimburg eingesetzt.
Nach der Verstaatlichung 1909 ordnete sie die kkStB als Reihe 55 ein.
Nach dem Ersten Weltkrieg kamen die Maschinen zu den PKP und zu den Eisenbahnen des Königreichs der Serben, Kroaten und Slowenen und später zu den JDŽ, die sie ausschieden, ohne ihnen eine eigene Reihennummer zuzuweisen, sowie zu den FS als Reihe 262 und zur ČSD als Reihe 324.0.
Die letzte ČSD-Lok dieser Reihe wurde 1943 als Werklok verkauft, die anderen sind bis 1940 ausgeschieden worden.